# Блиц
Блиц је процес привременог вештачког осветљавања објекта који се фотографише. Углавном се користи у ситуацијама када је амбијентално осветљење слабо или никакво. Блиц може трајати од 1/1000 до 1/200 дела секунде. Првобитно блиц се стварао помоћу паљења магнезијумске траке а касније се прешло на сијалицу. Већина данашњих фотоапарата има у себи интегрисан блиц и неретко и сензоре који аутоматски активирају блиц када је то потребно.